# روب سويفت
روب سويفت (بالإنجليزية: Rob Swift)‏ هو دي جيه أمريكي، ولد في 14 مايو 1972.

## وصلات خارجية
- الموقع الرسمي
- روب سويفت على موقع ميوزك برينز (الإنجليزية)
- روب سويفت على موقع أول ميوزيك (الإنجليزية)
- روب سويفت على موقع ديسكوغز (الإنجليزية)